# Zeglingen
Zeglingen é uma comuna da Suíça, no Cantão Basileia-Campo. Em 2017 possuía 489 habitantes. Estende-se por uma área de 7,91 km², de densidade populacional de 61,8 hab/km². Confina com as comunas de Häfelfigen, Kilchberg, Lostorf (SO), Oltingen, Rohr (SO), Rünenberg, Wenslingen e Wisen (SO). 
A língua oficial nesta comuna é a língua alemã.

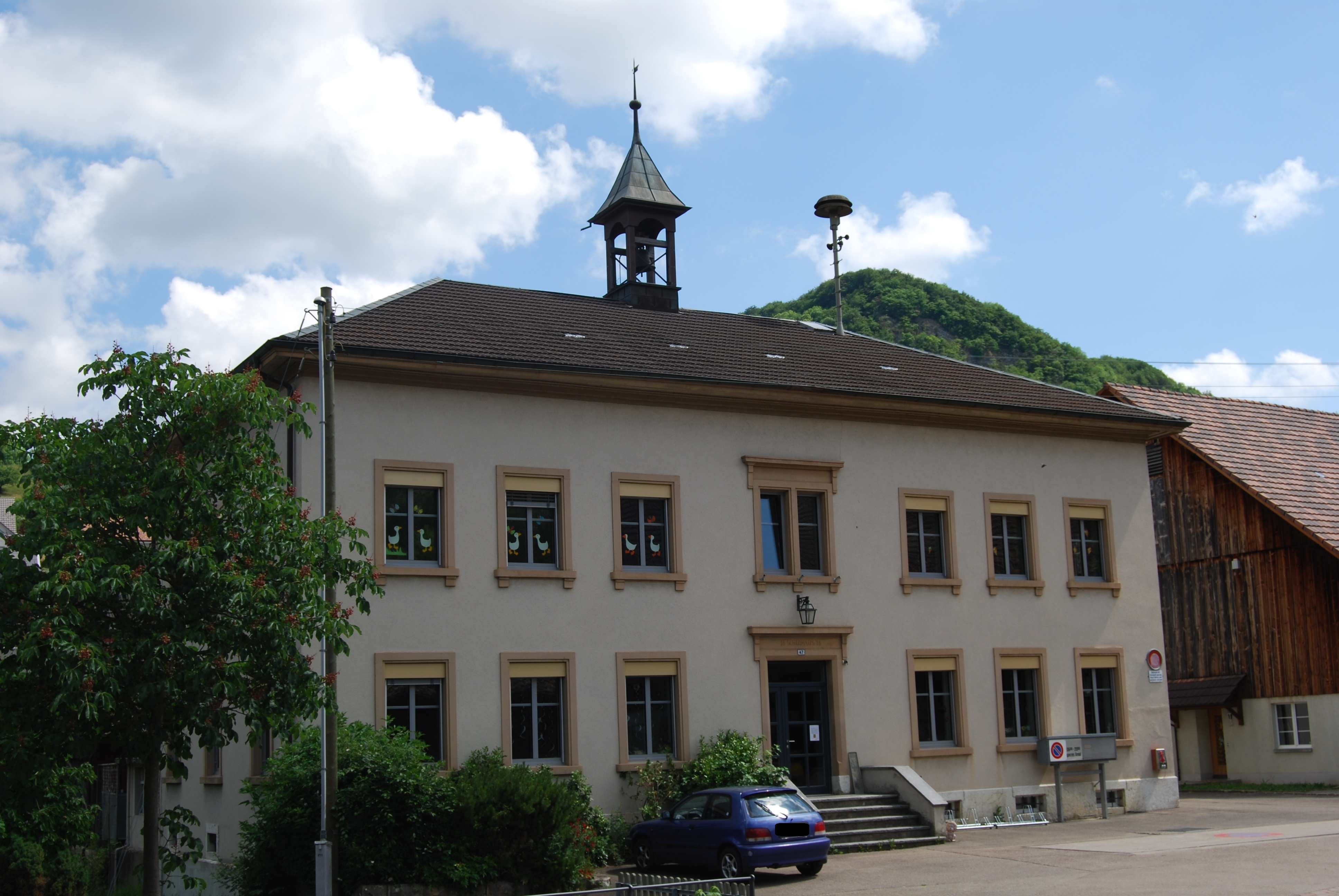
Zeglingen